# Nader Ghandri
Nader Ghandri (sinh 15 tháng 2 năm 1995) là một cầu thủ bóng đá Tunisia thi đấu cho Royal Antwerp và Đội tuyển bóng đá quốc gia Tunisia.

## Sự nghiệp
Sinh ra ở Aubervilliers, Ghandri trải qua sự nghiệp trẻ với một vài đội bóng ở Paris, cho Ivry, Red Star và Drancy. Năm 2013, anh ký bản hợp đồng nghiệp dư 2 năm cùng với câu lạc bộ Ligue 2 AC Arles.

## Sự nghiệp quốc tế
Năm 2015, Ghandri là thành viên của Đội tuyển bóng đá U-23 quốc gia Tunisia tại Cúp bóng đá U-23 châu Phi 2015 ở Sénégal, making 2 appearances in the tournament.